# Jim Devellano
James Devellano, dit Jim Devellano, (né en 1943 ou 1944) est le vice-président des Red Wings de Détroit dans la Ligue nationale de hockey et des Tigers de Détroit dans la MLB.
Il a été le directeur général des Red Wings de 1982 à 1990 et de 1994 à 1997, avant d'en devenir vice-président. En 2010, il est admis en tant que bâtisseur au Temple de la renommée du hockey.